# Bonindikbek
De bonindikbek (Carpodacus ferreorostris, synoniem: Chaunoproctus ferreorostris) is een uitgestorven zangvogel uit de familie Fringillidae (Vinkachtigen).

## Verspreiding en leefgebied
Deze soort was endemisch op de Bonin-eilanden, een archipel van 30 subtropische eilanden ten zuiden van Tokio. De vogel werd in 1827 en 1828 verzameld en bleek al in 1854 onvindbaar. Een waarneming uit 1890 bleef onbevestigd. Volgens een beschrijving was het een onopvallende vogel, hoewel niet schuw, die zich vooral op de grond ophield in natuurlijk bos langs de kusten.
Waarschijnlijk stierf de vogel uit door een combinatie van habitatverlies en de aanwezigheid van invasieve zoogdieren.